# Brum
Rodrigo Brum, mais conhecido como Brum, é um cartunista brasileiro nascido em Maricá, com formação superior em Publicidade e Marketing (ESPM-RJ) com especialização em Direção de Arte e Redação, que atua no mercado publicitário/ilustração desde 1995.
Iniciou nos cartuns fazendo caricaturas ao vivo em eventos, e em 2001 publicou sua primeira charge (sobre o atentado contra as Torres Gêmeas) no site Charge On Line. Desde então teve passagens em diversos veículos (entre eles a revista MAD) e participou de salões de humor espalhados por todo o mundo.
Mudou-se em 2006 para Natal e trabalhou como chargista em vários jornais do Estado, como a Tribuna do Norte, onde publicou por 10 anos.
Em 2013, o cartunista começou a publicar pelo selo MBP a série de coletâneas de suas tiras autobiográficas BRUMMMMM!!!. O primeiro volume tinha o nome de Não Quero Sou Nerd. Em 2014, foi lançado o segundo volume, com o título Prapai, sobre sua experiência como pai; e por fim o terceiro volume, Itismailaifi (uma brincadeira "aportuguesando" a expressão em inglês "It's my life", "Está é minha vida"), saiu em 2015.
Além desses, Brum também publicou em 2015 o livro Tijolo, em parceria com o ilustrador Luiz Meira, baseado na série de tiras O Menino da Laje 8, criada por ele para o jornal Expresso, do Rio de Janeiro. Em 2020 foi a vez do livro Tribrumna, compilando mais de 200 charges publicadas originalmente no Tribuna do Norte.
Em 2016, venceu o prêmio Prêmio Angelo Agostini de melhor cartunista. Em 2016 e 2018, o Prêmio Vladimir Herzog na categoria Arte com as charges "Monstro" e "Marquinha", ambas publicadas na Tribuna do Norte, além de outros prêmios como o segundo lugar no concurso de cartum “Nova Previdência Social: Melhor Para Quem?” (2019), segundo lugar na categoria charge no 3° Salão Nacional de Humor Sobre Doação de Órgãos (2023), foi um dos vencedores do Concurso de cartuns antirracista promovido pela ARTIGO 19 e Coalizão Negra por Direitos (2020) e um dos vencedores do “Prêmio de Destaque Vladimir Herzog Continuado” em 2020 com o movimento #somostodosaroeira. Além de ter recebido Menção Honrosa nos prêmios Vladimir Herzog de Anistia e Direitos Humanos (artes) e 2º Salão de Humor Sobre Doação de Órgãos (charge) ambos em 2022 e no Salão Internacional de Humor de Piracicaba, em 2023.
Em 2023, foi convidado para participar do Saint-Just-Le-Martel 42° Salon International De La Caricature Du Dessin de Presse Et D'Humor, um dos maiores salões de cartuns do planeta, com artistas de todo o mundo e onde teve sua exposição própria (BRUMMMMM), reunindo mais de 50 charges, na França.